# Judith Rowbotham
Judith Rowbotham ist eine britische Historikerin.

## Biographie
Judith Rowbotham wurde 1982 an der University of Wales in Lampeter mit der Dissertation Edward Knatchbull Hugessen, 1st Lord Brabourne, and the British Empire, c1868–1893 promoviert. Ab 1992 war sie Dozentin für die Geschichte der Strafgerichtsbarkeit an der Nottingham Trent University. Sie befasste sich mit Sozial- und Kulturgeschichte, insbesondere des 19. und frühen 20. Jahrhunderts. 1989 veröffentlichte sie das Buch Good Girls Make Good Wives, für das sie für Mädchen geschriebene didaktische Literatur zwischen 1840 und 1907 erforschte. In der Folge interessierte sie sich für die Propagandaliteratur der ausländischen Missionsbewegung des 19. Jahrhunderts und die Darstellung von Stereotypen über das Empire. 
Seit 2013 ist sie als unabhängige Wissenschaftlerin sowie als Gastdozentin an der Universität Plymouth tätig. Rowbotham ist Fellow der Royal Society of Arts und der Royal Historical Society.
1999 gründete Rowbotham gemeinsam mit Kim Stevenson das Institut Solon zur interdisziplinären Forschung auf den Gebieten Recht, Kriminalität und Geschichte. Ihr Forschungsschwerpunkt verlagerte sich auf – wie sie es selbst ausdrückt – „schlechtes“ Verhalten, und sie begann, „alltägliche“ Straftaten und die Berichterstattung darüber in den Medien zu untersuchen. Darüber hinaus hat sie Interesse an Verfassungsgeschichte, an der Sozialgeschichte der Monarchie und der königlichen Familie, und sie beschäftigt sich mit Fragen der Ernährung und Gesundheit im viktorianischen Zeitalter.
Neben ihrer wissenschaftlichen Tätigkeit ist Judith Rowbotham als historische Beraterin bei TV-Dokumentationen tätig, die sich um Verbrechen drehen, wie in den Serien Railway Murders und Murder Maps.

## Publikationen (Auswahl)
- Good girls make good wives. Guidance for girls in Victorian fiction. Blackwell, Oxford/New York 1989, ISBN 978-0-631-16396-1 (englisch).
- Mit Kim Stevenson: Behaving badly. Social panic and moral outrage – Victorian and modern parallels. Taylor & Francis, 2003, ISBN 978-0-7546-0965-0 (englisch).
- Criminal conversations. Victorian crimes, social panic, and moral outrage. Ohio State University Press, Columbus 2005, ISBN 978-0-8142-9043-9 (englisch).
- Mit Marianna Muravyeva und David Nash: Shame, blame, and culpability. Crime and violence in the modern state. Routledge, London/New York 2013, ISBN 978-0-203-11062-1 (englisch).
- Mit Samantha Pegg und Kim Stevenson: Crime news in modern Britain. Press reporting and responsibility, 1820–2010. Palgrave Macmillan, 2013, ISBN 978-1-349-33827-6 (englisch).
- Mit Matthew Glencross (Hrsg.): Monarchies and the Great War. Springer International, 2018, ISBN 978-3-319-89515-4 (englisch).